# Mission des Nations unies en Sierra Leone
Ne doit pas être confondu avec Mission d’observation des Nations unies en Sierra Leone.

Sierra Leone

La mission des Nations unies en Sierra Leone ou MINUSIL (en anglais : United Nations Mission in Sierra Leone ou UNAMSIL), est une mission de maintien de la paix des casques bleus en Sierra Leone entre 1999 et 2005.

## Historique
La mission est créée le 22 octobre 1999 par la résolution 1270. Elle remplace alors la MONUSIL qui prend fin à la même date. Elle est intervenue alors que se déroulait dans le pays une grave guerre civile, marquée d’actes d'une violence rare (amputations de mains, de membres, etc.) ; elle s'est terminée le 31 décembre 2005.
Entre 2000 et 2002, elle a reçu le soutien d’une force britannique qui a effectué deux opérations militaires, dont l'opération Barras.
En décembre 2002, en hommage à la contribution de la force bangladaise de maintien de la paix à cette mission, le gouvernement d'Ahmad Tejan Kabbah a déclaré le bengali langue officielle, à titre honorifique,,,,.

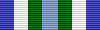
Ruban médailles